# Fort V Twierdzy Modlin

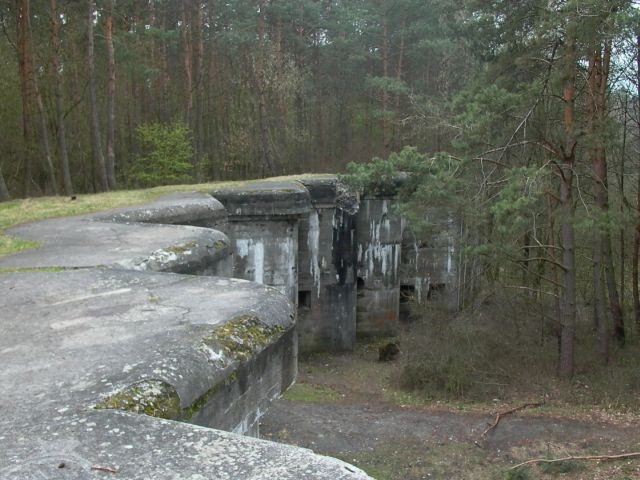
Fort V: kaponiera przeciwskarpowa

Fort V („Dębina”) – jeden z fortów Twierdzy Modlin, wzniesiony w ramach budowy pierwszego pierścienia fortów w latach osiemdziesiątych XIX wieku, w okresie późniejszym zmodernizowany.
Fort znajduje się we wsi Dębina. Podstawę dla jego projektu stanowił wzorcowy fort „F1879”. Podobnie jak inne obiekty twierdzy, fort przeszedł wielokrotne modernizacje: w latach dziewięćdziesiątych XIX wieku i w przededniu pierwszej wojny światowej. Ostatnia modernizacja nie została doprowadzona do końca; nie ukończono między innymi potężnej kaponiery przeciwskarpowej i nie zamontowano pancerzy na wale głównym. Fort posiadał betonowe koszary połączone poternami z wyjściem na wał oraz kaponierami: czołową i półkaponierami barkowymi.
Fort nie znajdował się na kierunku niemieckiego uderzenia w 1915 roku. Wycofujące się wojska rosyjskie wysadziły część obiektów. 